# Apaixonada (filme)
Apaixonada é um filme de comédia romântica produzido pela Imagem Filmes. O longa-metragem conta com roteiro de Ana Abreu e Sabrina Garcia e direção de Natalia Warth. O filme teve sua estreia dia 7 março de 2024 nos cinemas. É estrelado por Giovanna Antonelli, Danton Mello e Rodrigo Simas.  O filme é baseado no livro Apaixonada aos 40 da escritora Cris Souza Fontes. O roteiro é de Ana Abreu, Sabrina Garcia com a colaboração de Rodrigo Goulart.

## Sinopse
Beatriz, aos quarenta anos, espera um recomeço ao ver sua filha estudando fora. No entanto, quando o marido pede o divórcio, ela se depara com a solidão. Agora, esse fim pode ser um novo começo, levando-a em busca do verdadeiro significado de se apaixonar. 

## Elenco
- Giovanna Antonelli como Beatriz
- Danton Mello como Alfredo
- Rodrigo Simas como Pablo
- Polly Marinho como Dora
- Jonas Bloch como Orlando
- Claudia Ohana como Naomi
- Pedroca Monteiro como Jeff
- Nicolás Pauls como Pepe
- Rayssa Bratillieri como Júlia